# Stenocaris gracilis
Stenocaris gracilis är en kräftdjursart som beskrevs av Georg Ossian Sars 1910. Stenocaris gracilis ingår i släktet Stenocaris och familjen Canthocamptidae. Arten är reproducerande i Sverige. Inga underarter finns listade i Catalogue of Life.